# Placodister mundus
Placodister mundus är en skalbaggsart som först beskrevs av Lewis 1899.  Placodister mundus ingår i släktet Placodister och familjen stumpbaggar. Inga underarter finns listade i Catalogue of Life.